# ソウル国際マンガ・アニメーション映画祭

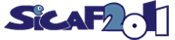
SICAF2011 Logo

ソウル国際マンガ・アニメーション映画祭（ソウルこくさいマンガアニメーションえいがさい/Seoul International Cartoon and Animation Festival/서울 국제 만화 애니메이션 페스티벌 略称はシカフ/시카프/SICAF）は1995年より韓国ソウルで毎年開催される映画祭で、アニメやマンガ、そして関連ジャンルの展覧会や映画上映などが行われる。国際アニメーションフィルム協会公認の映画祭である。

## 概要
韓国国内のマンガに対する一般の認識を転換させ、韓国のマンガ·アニメ産業の育成のきっかけとするために、1995年に初めて開催された。当時の名称は、「ソウル国際漫画フェスティバル（SiCAF）」であり、2001年から現在の名前に変更された。 1997年から2001年までは隔年で開催されていたが、その後は毎年の開催となっている。
大韓民国文化体育観光部などが主催に名を連ねている。
メインマスコットキャラとして"BUMMY" (버미/ボミ)（韓国語で虎を意味する범（ボム）よりと"TANGKO"（땡고추/テンコチュ） (辛口唐辛子を意味する)を使用している。

### 展示会
- 第01回（1995年08月11日〜08月16日） - COEX太平洋館、30カ国80以上の企業が参加し、作品数1,000点（海外30カ国300余点）。
- 第02回（1996年08月14日〜08月21日） - COEX大西洋館、56カ国35の展示館170以上の企業（海外の作品344余点）。
- 第03回（1997年08月14日〜08月21日） - COEX太平洋洋館、50カ国、73社、作品数420点余り、200以上の商品ブース。
- 第04回（1999年08月13日〜08月20日） - COEX大西洋館は、2,000以上の作品、70余の企業（海外40カ国30以上の企業）。
- 第05回（2001年08月11日〜08月19日） - COEX太平洋館、8カ国80以上の企業が313ブース（北朝鮮の作品57編を含む）。
- 第06回（2002年10月26日〜10月30日） - COEXミレニアム広場。
- 第07回（2003年08月12日〜08月17日） - COEX太平洋館、作品数5,000本、50社250ブース。
- 第08回（2004年08月04日〜08月10日） - COEX太平洋館、作品数6,000本、78社560ブース。
- 第09回（2005年08月11日〜08月16日） - COEX太平洋館、作品数88社479ブース。
- 第10回（2006年05月24日〜05月28日） - SETEC（ソウル貿易展示場）、19個の企画展示、合計484個のブース。
- 第11回（2007年05月23日〜05月27日） - SETEC（ソウル貿易展示場）。
- 第12回（2008年05月21日〜05月25日） - SETEC（ソウル貿易展示場）。
- 第13回（2009年07月22日〜07月26日） - COEXコンベンションホール。
- 第14回（2010年07月21日〜07月25日） - COEX Cホール。

### 映画祭
映画祭の開催期間は、展示会と同じ。
- 第01回 - COEX太平洋館、100余編。
- 第02回 - COEX大西洋館、400余編。
- 第03回 - COEX太平洋館、コンペティション部門68編の応募（本戦48編上映）[1]。
- 第04回 - COEX大西洋館は、コンペティション部門89編の応募（本戦13編上映）。
- 第05回 - COEX太平洋館、コンペティション部門19ヶ国287編の応募（150編の上映、北朝鮮のアニメーション20編を含む）。
- 第06回 - COEXミレニアム広場。
- 第07回 - COEX太平洋館、コンペティション部門668編の応募（38ヶ国283編の上映）。
- 第08回 - COEXメガボックス、コンペティション部門49ヶ国812編の応募（366編上映）。
- 第09回 - COEXメガボックス、コンペティション部門51ヶ国846編の応募（387編上映）。
- 第10回 - CGV龍山、コンペティション部門の54カ国1,204編の応募（合計395編の上映）。
- 第11回 - CGV龍山。
- 第12回 - ロッテシネマ建大入口店。
- 第13回 - ロッテシネマ。
- 第14回 - CGV狎鴎亭。